# У, Стефан
Стефа́н У Чжицюань (кит. 斯特梵·吴志全, также Стефа́н Домети́евич Мин; 28 января 1925, Пекин — 17 мая 1970, Харбин) — священнослужитель Китайской православной церкви Московского патриархата, протоиерей, настоятель Алексеевского храма в Модягоу в Харбине.

## Биография
Родился 28 января 1925 года на территории Русской духовной миссии Пекине в семье албазинцев.
Занимался богословским образованием, служил чтецом в храме святых апостолов Петра и Павла в Гонконге. Был обучен навыкам церковного регента.
17 августа 1947 года был хиротонисан во диакона в Иннокентьевской крестовой церкви в Пекине. Определён служить в Успенской церкви духовной миссии. В начале 1950-х годов в Пекине был хиротонисан во пресвитера.
В 1955 году переведён в Харбин и назначен вторым священником Алексеевского храма в Модягоу. В 1963 году назначен настоятелем этого храма. На это время пришёлся массовый отъезд русского населения и русских священнослужителей из Харбина, в связи с чем многочисленные православные храмы Харбина стали закрываться. В феврале 1966 года Харбин покинул последний русский священник — Виктор Черных.
19 августа 1966 года на праздник преображения Господня совершил последнюю литургию в Николаевском соборе Харбина, замещая настоятеля Аникиту Вана. 23-24 августа собор был разрушен хунвейбинами.
Был подвергнут публичному издевательству перед своим храмом. Перед церковью поставили стол, на который насыпали острый щебень, а на щебень поставили на колени протоиерея Стефана. Его одели в шутовской халат, на голову водрузили колпак, набитый металлическими стружками. Лицо его измазали сажей. В течение двух суток избивали деревянным молотком по голове, били стальными палками по плечам, плевали на крест, пока, полумёртвого, не отвезли в тюремную больницу. Подлечив немного, там же в тюрьме его и расстреляли 17 мая 1970 года. Останки были погребены на православном участке кладбища Хуаншань в Санкешу, пригороде Харбина.